# Fibra tessile
La fibra tessile è l'insieme dei prodotti fibrosi che, per la loro struttura, altezza, resistenza ed elasticità, hanno la proprietà di unirsi, attraverso la filatura, in fili sottili, tenaci e flessibili che vengono utilizzati nell'industria tessile per la fabbricazione di filati, i quali, a loro volta, mediante lavorazioni vengono trasformati in tessuti o magline. Si definisce "filo" l'insieme di filamenti o di bave continue, cioè di lunghezza illimitata, sia ritorte che non ritorte, mentre per "filato" si intende un insieme di fibre discontinue unite tramite torsione.
Le fibre tessili naturali sono quelle esistenti in natura, mentre le tecnofibre - più comunemente conosciute come fibre chimiche - sono quelle prodotte dall'uomo attraverso l'uso della chimica. Le tecnofibre si dividono in artificiali se prodotte a partire da polimeri organici di origine naturale (come la cellulosa), sintetiche se prodotte da polimeri di sintesi (cioè a differenza delle fibre artificiali il polimero di partenza non esiste già in natura ma viene sintetizzato dall'uomo) ed inorganiche se prodotte da minerali o sostanze inorganiche, cioè senza carbonio.

## Fibre tessili naturali

### Origine animale
Questo tipo di fibre tessili sono estratte dal manto di vari animali, principalmente ovini e bovini, ed i principali esempi di fibre di origine animale sono:
- Lana
  - Merinos
  - Shetland
  - Bluefaced Leicester
  - Corriedale
  - Incrociati
  - Agnello
  - Inglesi
  - Asiatiche
  - Mazamet
  - Rigenerate
  - Pelo
  - Guanaco
  - Angora
  - Cashmere
  - Cammello
  - Mohair
  - Alpaca
  - Lama
  - Vigogna o vicuña
  - Bisonte
  - Qiviut
  - Yak
- Seta
- Crine
- Bisso

### Origine vegetale

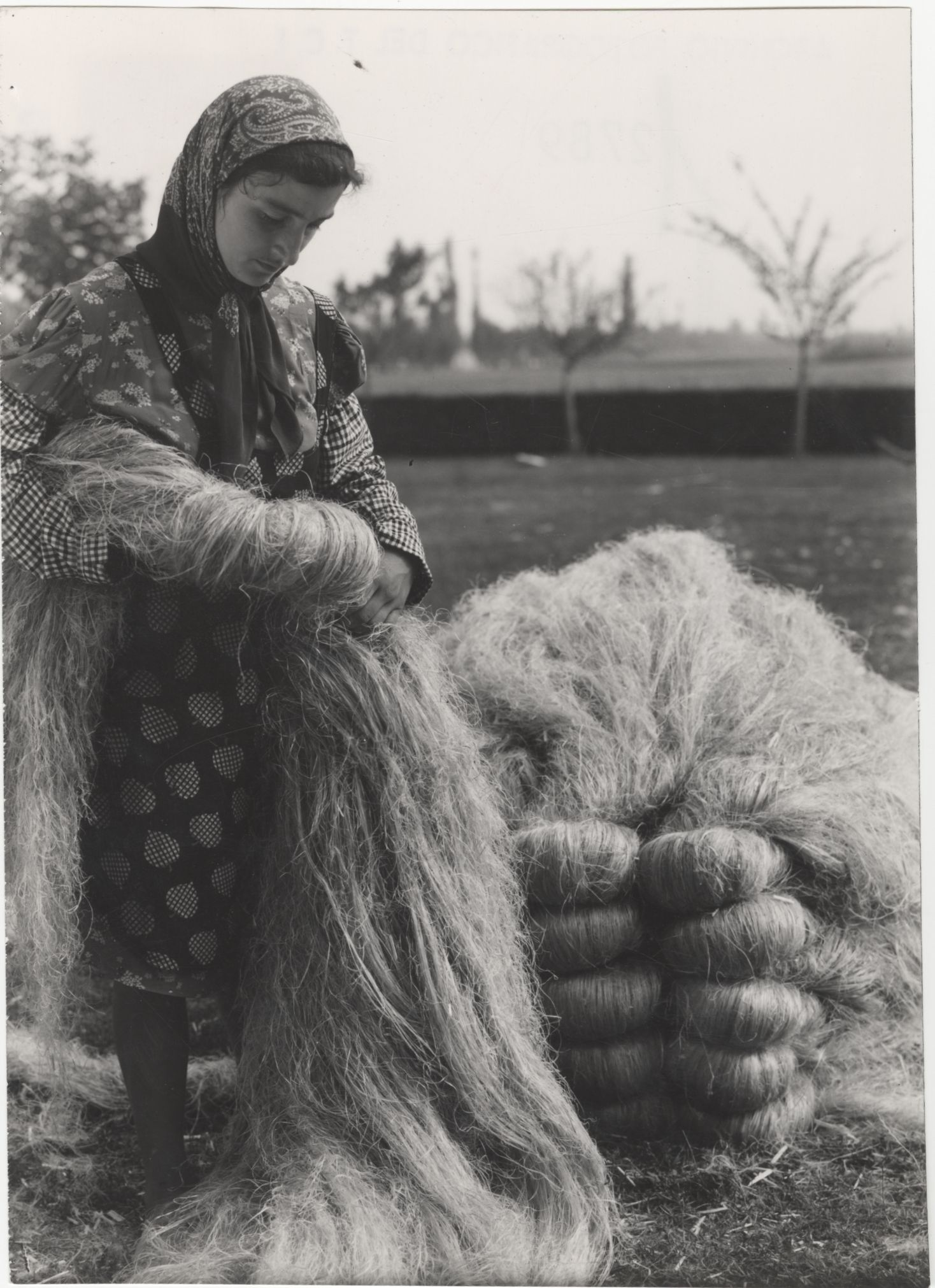
Fibra di canapa

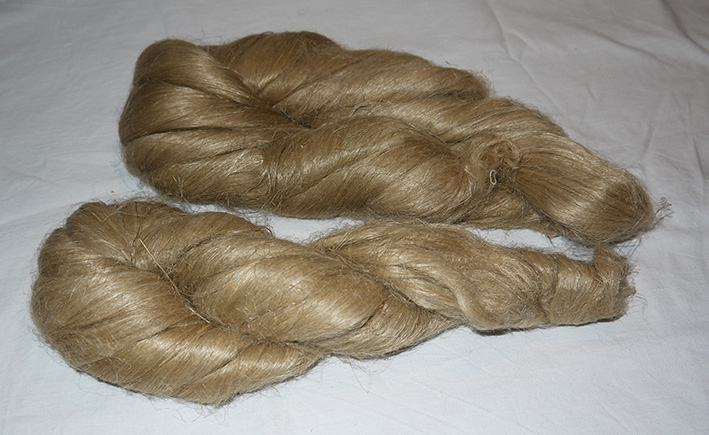
Fibre di lino

- Cotone
- Lino
- Canapa
- Juta
- Ortica
- Ramia
- Sisal
- Cocco (fibra coir)
- Ginestra
- Kenaf
- Manila
- Paglia
- Bamboo
- Kapok

### Origine minerale
- Amianto
- Fili metallici
- Lana di vetro

## Tecnofibre

### Fibre artificiali
- Rayon
- Modal
- Cupro
- Acetato
- Triacetato
- Lyocell
- Gomma o caucciù
- Viscosa o seta artificiale

### Fibre sintetiche
- Acrilico
- Modacrilico (acrilico modificato per resistenza alla fiamma)
- Poliammide (Nylon)
- Poliestere
- Polipropilene
- Polietilene
- Clorovinile
- Poliuretano (Elastam)
- Teflon (Gore-tex)
- Aramidiche (Kevlar)

### Fibre inorganiche
- Vetro tessile
  - Occorre fare presente che in taluni casi non abbiamo le fibre di vetro ma esclusivamente il filato di vetro per come esce in modo continuo dalle filiere. Lo stesso infatti successivamente viene apprettato e aggregato per fili a maggiore spessore e quindi sottoposti alla tessitura. Esistono anche le fibre di vetro, ad esempio impiegate come isolanti, che in genere non vengono tessute o apprettate. Fra l'altro hanno anche diametri inferiori.
- Fibra di carbonio
- Basalto
- Metalliche (tra cui rame, argento, oro e acciaio)
- Metallizzate

## Proprietà delle fibre
Ogni fibra è caratterizzata da proprietà morfologiche, chimiche, meccaniche e fisiologiche che la rendono ottimale per uno specifico uso ma scarsamente funzionale per altri differenti impieghi.

### Le proprietà estetiche
- La geometria della fibra definita essenzialmente dalla lunghezza e la finezza. Nella commercializzazione delle fibre si utilizza il titolo che mette in relazione il peso con la lunghezza delle fibre.
- La lucentezza che varia a seconda della conformazione superficiale della fibra e, quindi, sul grado di riflessione della luce.
- La mano definita da tutte quelle caratteristiche legate al senso del tatto quali la morbidezza e la sofficità.

### Le proprietà chimiche
- La stabilità del materiale di cui la fibra è composta in presenza di agenti chimici (acidi o alcalini).
- La resistenza a fotoreazioni e la stabilità dei pigmenti sulla sua superficie.
- La possibilità di trattare le fibre con sostanze chimiche per migliorare le loro proprietà.

### Le proprietà fisico-meccaniche
- L'igroscopicità
- Il comportamento al calore
  - La temperatura di transizione vetrosa
  - La temperatura di rammollimento
  - La temperatura di fusione
  - La temperatura di decomposizione
  - La temperatura di combustione
  - La coibenza cioè la capacità di alcune fibre di isolare termicamente
- Il comportamento elettrico
  - antistaticità del materiale definito come la caratteristica delle fibre di non accumulare cariche elettriche con sfregamento.
- Il comportamento meccanico

### Le proprietà fisiologiche
- Allergenicità
- La mano
- Senso di caldo e di fresco
- Resistenza ai batteri e alle muffe